# Tollero
Tollero (ma anche tollore, tolloro o semplicemente tallero) è il nome comunemente usato in Toscana per indicare lo scudo coniato dal granduca Ferdinando I e dai suoi successori per commerciare con l'Oriente.
Alcuni credono che sia stato coniato a Livorno e gli attribuiscono il nome di Livornina a causa del porto di Livorno rappresentato al rovescio. In realtà le monete furono coniate alla zecca di Firenze. 
Negli anni 1660 si coniarono a Livorno delle monete da 1/12 di tollero, con le stesse dimensioni e peso dei luigini che si venivano coniando in diverse parti d'Italia, per il commercio con il Levante, cioè per essere venduti nell'Impero ottomano. Recavano al dritto l'immagine coronata di Ferdinando II de' Medici ed al rovescio un tortello caricato dei gigli di Francia, a imitazione dello stemma presente nei petit louis coniati da Luigi XIV. Anche quando recano il nome della zecca di Livorno, furono in realtà coniati all'officina di Firenze.